# Daiki Miya
Daiki Miya (宮 大樹 Miya Daiki?), född 1 april 1996 i Osaka prefektur, är en japansk fotbollsspelare.
Miya började sin karriär 2018 i Vissel Kobe. 2019 flyttade han till Mito HollyHock.